# Gotteszell (Zachenberg)
Gotteszell (auch Gotteszell Bahnhof) ist ein Gemeindeteil der Gemeinde Zachenberg im Bayerischen Wald.

## Beschreibung
Der Ort entstand rund um den 16. September 1877 eröffneten Bahnhof an der Bahnstrecke Plattling–Bayerisch Eisenstein unweit der Bundesstraße 12 ca. 1,5 km östlich der namensgebenden Nachbargemeinde und westlich des Ortsteils Köckersried. Seit 1928 zweigt hier die Bahnstrecke nach Viechtach ab.
Mit 239 Einwohnern ist er der viertgrößte der Gemeinde.